# Parabiago
Parabiago – miejscowość i gmina we Włoszech, w regionie Lombardia, w prowincji Mediolan.

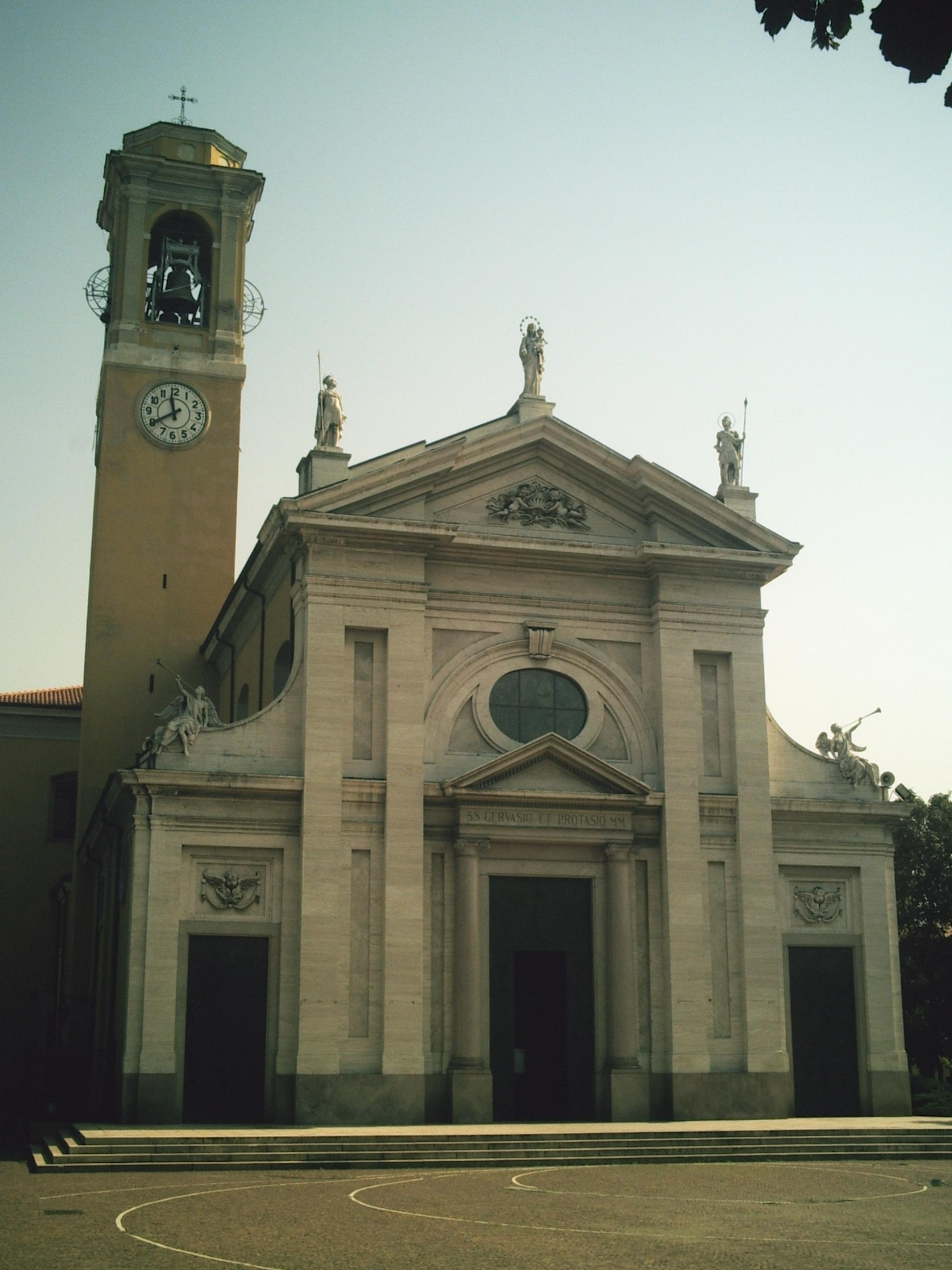
Kościół w Parabagio

Według danych na rok 2004 gminę zamieszkiwały 23 694 osoby, 1692,4 os./km².
W miejscowości jest stacja kolejowa Parabiago.